# Aire de compostage
Une aire de compostage (appelée également site de compostage partagé) est un espace aménagé, généralement en zone urbaine, pour la production de compost par les habitants d'un habitat collectif (en pied d'immeuble) ou d'un quartier. Il s'agit d'une gestion de proximité des déchets organiques. Leur création et entretien peuvent faire partie d'une politique municipale de recyclage des déchets, en complément de campagne de sensibilisation et de distribution de bacs de compostage.

## Description
Une aire de compostage est généralement organisée pour différencier les déchets végétaux qui seront rapidement transformés des déchets plus volumineux qui nécessiterons un premier traitement tel que le broyage nécessaire à un compostage rapide.

## Fonctionnement
Une des personnes concernées par une aire peut avoir le rôle ou titre de référent-compost afin de conseiller les autres, par exemple à l'occasion des déménagements ou au sujet de l'emploi du compost obtenu dans les jardins familiaux ou individuels.

## Évènement promotionnel
La semaine nationale du compostage de proximité a été initiée à Chambéry en 2011 puis a été étendue à toute la région Rhône-Alpes en 2013 et est devenue nationale en 2015 par l'appellation journées portes ouvertes du compostage de proximité. L'association Réseau Compost Citoyen organise cet évènement de manière annuelle. Celui-ci porte le nom Tous au compost ! depuis 2016. À partir de 2023, cette même association organise pendant l'automne La fête du sol vivant pour promouvoir également le compostage partagé et la valorisation des déchets de jardins,.